# Walkabout (canción)
«Walkabout» fue el segundo sencillo de un total de cuatro correspondientes al álbum Stick Around For Joy de la banda islandesa The Sugarcubes en la que se encontraba la cantante y compositora Björk. El mismo fue lanzado en marzo de 1992.

## Lista de canciones
1. «Walkabout» – Alternative Mix
2. «Stone Drill» – In The Rock
3. «Top of the World» – Live (sólo en versiones de 12 pulgadas)